# 강운 (배우)
강운은 대한민국의 배우다.

## 방송
- 언더커버 (2021)
- 인간실격 (2021) - 호스트바 직원 역
- 토정로맨스 (2021)
- 고디바SHOW (2021) - 최종 생존

## 경력
- 2018 미스터인터내셔널 코리아 3위
- 2019 ‘맨 오브 더 월드’ 우승
- '미스터 필리핀' 심사위원